# Cyanopepla perspicua
Cyanopepla perspicua är en fjärilsart som beskrevs av William Schaus 1905. Cyanopepla perspicua ingår i släktet Cyanopepla och familjen björnspinnare. Inga underarter finns listade i Catalogue of Life.